# Gonomyia (Leiponeura) bilobata
Gonomyia (Leiponeura) bilobata is een tweevleugelige uit de familie steltmuggen (Limoniidae). De soort komt voor in het Australaziatisch gebied.